# Zhang Yanchang
Dans ce nom chinois, le nom de famille, Zhang, précède le nom personnel.
Pour les articles homonymes, voir Zhang.
Zhang Yanchang
張燕昌, Zhāng Yànchāng
(chinois traditionnel : 張燕昌 ; pinyin : Zhāng Yànchāng ; 1738－1814)
est un lettré chinois de la dynastie qīng 清, actif sous les règnes des empereurs Qianlong [乾隆, Qiánlóng] (1735-1796) et Jiaqing [嘉慶, Jiāqìng] (1796-1720).
Il était avant tout graveur, spécialiste et grand collectionneur d’épigraphies sur pierre et métal (金石契, jīnshíqì) et de sceaux (篆刻, zhuàn kè), travaillant aussi bien dans les styles de calligraphie sigillaire (篆, zhuàn), scribe (隸, lì) ou régulière (楷, kǎi), érudit sur la technique du blanc-volant (飛白, fēibái).
En lettré accompli, il était par ailleurs peintre (de paysage, d’orchidée, de personnage), mais aussi écrivain et théoricien.

## Dénominations
prénom social (字, zì):
- qitang (芑堂, qǐtáng)

surnoms (号, hào):
- wenyu [文魚, wényú] : mot à mot poisson lettré ou motifs de poisson, car il avait dans la main une marque en forme de poisson[1]
- jinsu shanren [金粟山人, Jīnsù shānrén] : l'ermite du temple bouddhique Jinsu [金粟庵, jīnsù ān] dans les montagnes de Haiyan.

## Biographie
Natif de Haiyan [海鹽, Hǎiyán] dans le Zhejiang [浙江, Zhèjiāng], il a pour maître Ding Jing [丁敬, Dīng Jìng] (1695-1765) certainement le plus célèbre graveur de sceaux de la dynastie Qing [(清, qīng],
fondateur de l'École de Zhe et surtout très grand érudit.
Zhang lui-même devient rapidement un graveur de sceaux renommé, travaillant pour des lettrés importants, comme le peintre Shen Quan [沈銓, Shěn Quán] (1682-après 1760). Sa renommée est telle que dès 1767 Zhang Yanchang édite une collection d’impressions de ses propres sceaux, ouvrage intitulé "Gravures de sceaux de Qǐtáng" [芑堂刻印, qǐtáng kèyìn].
S’appuyant sur les ouvrages de collectionneurs et d'historiens il publie en 1771 une étude sur les "Inscriptions sur métal et pierre" [金石契, jīnshíqì], qui analyse, authentifie et date une longue série d'objets, qu’il va même parfois jusqu’à reproduire sous forme d'estampages. Cette étude s’inscrit pleinement dans le mouvement intellectuel dit de l'École des Preuves.
et lui apporte la notoriété dans les milieux lettrés, où l'épigraphie [金石學, jīnshí xué] est alors en pleine renaissance.
L’ouvrage est préfacé par le célèbre Hang Shiyun [杭世駿, Háng Shìjùn] (1696-1773) qui fut notamment l’ami de grands lettrés comme Li E [厲鶚, Lì È] (1692–1752) et Jin Nong [金农, Jīn Nóng] (1687-1764).
Zhang Yanchang semble avoir privilégié une vie provinciale, retirée dans le Zhejiang, détachée autant que possible de la politique impériale et de l'effervescence des deux grands pôles économiques et culturels du pays au XVIIIe siècle à savoir Pékin et Hangzhou. Il préférait visiblement l'amitié d'un petit cercle de lettrés,
comprenant notamment le collectionneur et érudit Chen Zhuo [陳焯, Chén Zhuo] (actif XVIIIe siècle); le peintre et théoricien Fang Xun [方薰, Fāng Xūn] (1736-1799) qui mentionne Zhang Yanchang dans son ouvrage, le "Traité sur la peinture de Shanjingju" [山靜居畫論, Shānjìngjū Huàlùn]; son grand ami, le peintre Shen Zongqian [沈宗骞, Shén Zōngqiān] (1736-1820), qui lui aussi le cite dans son "Étude sur la peinture dans une barque minuscule" [芥舟學畫編, Jièzhōu xuéhuà biān] (1781) et dont le fils épousera la fille de Zhang Yanchang;
et le poète, collectionneur (notamment de bronze antique) et célèbre bibliophile Wu Qian [吳騫, Wú Qiān] (1733-1813). Zhang Yanchang cite fréquemment dans
son "jinshiqi" la bibliothèque de ce dernier :
le "Pavillon où l'on honore les classiques" [拜經樓, Bàijīng lóu].
Il devient Yougong (優貢, Yōugòng) en 1777, c'est-à-dire qu’il fut le meilleur de cet examen spécial proposé seulement tous les trois ans.
En 1787, il collabore auprès de Qian Daxin [錢大昕, Qián Dàxīn] (1728-1804), le grand lettré du mouvement des recherches textuelles, à l’établissement d’une liste des estampages rares de la célèbre "Bibliothèque du Pavillon Tianyi" (天一阁, Tiān Yī Gé). Zhang Yanchang conserva les inscriptions sur tambour de pierre datant de la dynastie Sòng du Nord en les copiant et les incluant dans un volume intitulé "Transcriptions des tambours de pierre" (石鼓文释存, Shígǔwén Shìcún).
En 1795, il aide son ami Chen Zhuo [陳焯, Chén Zhuo] à la réalisation d'une autre commande impériale, l’édition des "Explications des estampages du Sanxitang" (三希堂法帖釋文, sānxītáng fǎtiè shìwén), étude des transcriptions des calligraphies cursives et sigillaires qui se trouvaient dans le studio "Sanxitang" (三希堂, sānxītáng), c'est-à-dire la bibliothèque personnelle de l’empereur Qianlong [乾隆, Qiánlóng] à Pékin.
À la fin de sa vie, Zhang Yanchang enseigne à la célèbre académie "Gujing Jingshe" (诂经精舍, Gǔjīng Jīngshě), une académie fondée en 1801 à Hangzhou par l'érudit Ruan Yuan [阮元, Ruǎn Yuán] (1764-1849) alors gouverneur du Zhejiang, et destinée à l'étude des classiques et de la littérature.
En 1804, avec Lu Shaozeng [陸绍曾, Lù Shàozēng], il publie le "Livre du blanc-volant" (飛白錄, Fēibái Lù), en deux volumes, le deuxième consistant en un ensemble de biographies de calligraphes ayant pratiqué le "blanc volant", la dernière étant celle de son ami Shen Zongqian.
C'était enfin un grand collectionneur d'antiquités et de petits bronzes anciens couverts d'inscriptions. On sait aussi, qu’il possédait nombre de peintures anciennes notamment une œuvre de Mi Fei [米芾, Mǐ Fèi], décrite par Fang Xun [方薰, Fāng Xūn].

## Principales publications
- (zh) 張燕昌, 金粟 箋說, jīnsù jiānshuō (Dits sur les canons de Jinsu) dans lequel il étudie quelques-uns des textes bouddhistes du monastère de Jinsu [金粟, jīnsù] dans les montagnes de Haiyan [海鹽, Hǎiyán], sa ville natale[14].
- (zh) 張燕昌, 芑堂刻印, qǐtáng kèyìn (Gravures de sceaux de Qitang),‎ 1767
- (zh) 張燕昌, 金石契, jīnshíqì (Inscriptions sur métal et pierre),‎ 1771
- (zh) 張燕昌, 石鼓文释存, shígǔwén shìcún (Transcriptions des tambours de pierre),‎ 1787
- (zh) 張燕昌 et 陸绍曾, Lù Shàozēng, 飛白錄, fēibái lù (Le livre du blanc-volant),‎ 1804